# Музей поета Олександра Олеся
Музей поета Олександра Олеся — літературно-меморіальний заклад відкритий 4 грудня 1998 року у місті Білопіллі з метою увіковічення пам'яті про видатного земляка.

## Історія
Музей був відкритий 4 грудня 1998 року до 120-ї річниці з дня народження Олександра Олеся (Олександра Кандиби) у приміщенні центральної районної бібліотеки, яка з 1993 року носить ім'я свого земляка. У холі музею встановили погруддя О. Олеся. Робота була виконана сумським скульптором Я. Красножоном. Невеликий музей займає всього 47 квадратних метрів.

## Експозиція
Музейний фонд на сьогодні вже зібрав близько 250 експонатів, які розмістилися у двох кімнатах другого поверху будівлі. Тут зібрані прижиттєві творчі видання робіт письменника, копії рукописів, матеріалів, які розгорнуто розповідають про життя та діяльність видатної людини. Одна з кімнат повністю присвячена періоду життя поета, коли той проживав у рідному містечку. Є фотографії будинку, де народився письменник, фотокопії записів церковної книги з Покровської церкви, де був охрещений Олександр. Цінним скарбом закладу є особисті речі та видання творів, які потрапили до музею з архіву Олеся від інституту літератури імені Т. Шевченка. Головною особливістю музею є самовар, який раніше зберігався у садибі Кандибів на горищі. Додатково увага приділяється матеріалам, що демонструють творчість сина поета О. Ольжича, а також перебування внука Олеся на Білопільщині — Олега Кандиби. Експонати доповнюють меблі XIX століття, які раніше знаходилися у помешканнях білопільців.

### Найцінніші експонати
Найціннішим скарбом музею є особисті речі Олеся передані з архіву поета інститутом літератури імені Т. Г. Шевченка Національної академії наук України та прижиттєві видання його творів датовані 1909, 1917, 1919, 1923, 1935 роками.